# Tipula umbratica
Tipula umbratica är en tvåvingeart som först beskrevs av Cornelius Herman Muller 1776.  Tipula umbratica ingår i släktet Tipula, ordningen tvåvingar, klassen egentliga insekter, fylumet leddjur och riket djur.
Artens utbredningsområde är Danmark. Inga underarter finns listade i Catalogue of Life.